# 短叶决明
短叶决明（学名：Cassia leschenaultiana）为豆科决明属下的一个种。

## 扩展阅读
- 維基物種上的相關：短叶决明